# Pachybrachis baeticus
Pachybrachis baeticus es una especie de insecto coleóptero de la familia Chrysomelidae.
Fue descrita científicamente en 1882 por Weise.